# Cá bơn ba hoa
Cá bơn ba hoa, tên khoa học Bothus myriaster, là một loài cá bơn trong họ Bothidae, được Hermann Schlegel mô tả đầu tiên năm 1846. Chúng thường được tìm thấy từ các vùng ven biển từ Mozambique đến Việt Nam, Java, Sumatra, Philippines, Đài Loan, Hàn Quốc và Nhật Bản.